# 雪敏納·莎赫里法
雪敏納·莎赫里法（波斯語：شرمینه شهریورتهرانی，英语：Shermine Shahrivar ； 1982年11月20日—）是一名伊朗裔德國模特兒，2005年歐洲小姐后冠贏得者。

## 生平
雪敏納·莎赫里法1982年出生於伊朗德黑蘭，一歲的時候隨家人移民到德國居住。她的父親是伊朗人而母親則是一名德國人，現下她的母親和兄弟住在德國而她父親是一名飛行員並住在伊朗。
雪敏納·莎赫里法身高174公分，於大學主修政治學。能說德語 法語英語和波斯語四種語言，興趣是繪畫和瑜珈。
她贏得2004年Miss Deutschland頭銜並在同年6月她代表德國參加了在厄瓜多舉行的環球小姐選舉，2005年5月12日在法國巴黎贏得歐洲小姐后冠。
2005年3月19日在德國奧伯豪森舉行的納吾肉孜節慶祝活動，雪敏納·莎赫里法被推選擔任主持人。
2004年12月至2005年8月間雪敏納·莎赫里法於德國Traumpartner TV主持節目。
雪敏納·莎赫里法2007年1月前往紐約，於里·斯特拉斯堡戲劇與電影學院學習表演。

## 外部連結
- 官方網站（德語）
- At Iranian.com （页面存档备份，存于）
- Iran-Plus photos
- Stock Weddings
- Persian Mirror article
- American Apparel Models